# Jalen Nesbitt
Jalen Rashad Nesbitt (Spartanburg, Carolina del Sur; 12 de julio de 1993) es un jugador de baloncesto estadounidense. Con 1,98 metros de altura juega en la posición de Alero. Actualmente forma parte de la plantilla del KB Ylli de la Superliga de Kosovo.

## Trayectoria
Es un jugador formado en el Spartanburg Methodist College desde 2011 a 2013, año que ingresó en la Universidad del Norte de Florida para jugar durante dos temporadas la NCAA con los North Florida Ospreys.
Tras no ser drafteado en 2015, debutaría como profesional en Luxemburgo en las filas del US Heffingen durante la temporada 2015-16.
En la temporada 2016-17, llega a España para jugar en el CB Terra Alfaz del Pi de Liga EBA.
En la temporada 2017-18, firmó por el Résidence Walferdange de la Total League de Luxemburgo.
En agosto de 2018, regresa a España para jugar en el Club Baloncesto Villarrobledo de Liga LEB Plata, en el que disputa 35 partidos con un promedio de 14,40 puntos por encuentro.
En la temporada 2019-20, firma por el BK Iskra Svit de la Slovakian Extraliga, disputando 25 partidos con 16.76 puntos y 8.8 rebotes de media.
En la temporada 2020-21, juega en las filas del Team FOG Næstved de la Basket Ligaen danesa, con promedios de 10.3 puntos, 4.9 rebotes, 2.5 asistencias en poco más de 24 minutos de juego.
El 10 de agosto de 2021, firma por el CB Almansa de la LEB Oro.
El 13 de julio de 2022, firma por el TAU Castelló de la Liga LEB Oro.